# دیگری تعمیم‌یافته
دیگری تعمیم‌یافته (به انگلیسی: Generalized other) مفهومی است که توسط جورج هربرت مید (۲۷ فوریه ۱۸۶۳–۲۶ آوریل ۱۹۳۱) فیلسوف، جامعه‌شناس، روان‌شناس، از بنیان‌گذاران روان‌شناسی اجتماعی و یکی از چهره‌های برجستهٔ مکتب جامعه‌شناسی شیکاگو در علوم اجتماعی معرفی شده‌است و به ویژه در زمینه نظریه کنش متقابل نمادین استفاده می‌شود. این تصوری کلی است؛ که یک فرد از انتظارات مشترکی که دیگران ممکن است در مورد اعمال و افکار در یک جامعه خاص داشته باشند دارد و از این رو رابطه آنها را با دیگری به عنوان عاملیت یک نظام اجتماعی مشترک روشن می‌کند.
هر بار که یک کنشگر سعی می‌کند تصور کند که از او چه انتظاری می‌رود؛ دیدگاه دیگری تعمیم‌یافته را به خود می‌گیرد.
نام جایگزین ایده ساخته شده ذهنی در مورد اینکه مخاطبی بدون بینش واقعی یا کامل کیست، مخاطب خیالی است.

## پیش‌سازها
مفهوم مید از دیگری تعمیم‌یافته با مفهوم آدام اسمیت از  تماشاگر بی‌طرف پیوند خورده‌است. - ریشه در تفکر پیشین جوزف ادیسون و اپیکتتوس.
آدام اسمیت نوشت: ما خود را در حضور فردی کاملاً صادق و منصف تصور می‌کنیم، از کسی که… به‌طور کلی یک مرد است، یک تماشاگر بی‌طرف که رفتار ما را با همان بی‌تفاوتی که ما به رفتار دیگران می‌دانیم می‌بیند.

## بازی نقش و بازی
مید با تقابل تجربه نقش‌آفرینی و تظاهر در اوایل کودکی، که در آن یک نقش به سادگی جای خود را به نقش دیگری بدون هیچ تداومی می‌دهد، با بازی سازمان‌یافته شروع کرد: او اظهار داشت: «در مورد دوم، کودک باید نگرش همه افراد درگیر در آن بازی را داشته باشد.» او بازی سازمان‌یافته را برای شکل‌گیری یک حس بالغ از خود حیاتی می‌دید، که تنها با یادگیری پاسخ دادن به نگرش‌های دیگران نسبت به تعهدات (تغییر) مشترکی که درگیر آن هستند، می‌توان به آن دست یافت: یعنی دیگری تعمیم یافته.
مید استدلال می‌کرد: در بازی ما یک دیگری سازمان یافته دریافت می‌کنیم، دیگری تعمیم یافته، که در طبیعت خود کودک یافت می‌شود… در مورد چنین گروه اجتماعی به عنوان یک تیم توپی، تیم تا آنجا که وارد تجربه هر یک از اعضای منفرد آن - به عنوان یک فرایند یا فعالیت اجتماعی سازمان‌یافته - دیگری تعمیم‌یافته‌است.
با دیدن چیزها از منظری ناشناس، از منظر دیگری، ممکن است در نهایت کودک بتواند نیات و انتظارات دیگران را تجسم کند و خود را از دیدگاه گروهی از دیگران - از دیدگاه دیگری تعمیم‌یافته - ببیند.
نگرش دیگری تعمیم‌یافته نگرش جامعه بزرگتر است. به گفته مید، دیگری تعمیم‌یافته وسیله ای است که ما به وسیله آن با جامعه پیوند می‌خوریم.

## چند دیگری تعمیم‌یافته
مسلماً، یک جامعه متمایز مدرن به اندازه گروه‌بندی‌های اجتماعی، دارای جامعه‌های دیگر تعمیم‌یافته‌است: همان‌طور که مید می‌گوید: البته هر عضوی از هر جامعه بشری به تعداد زیادی از این گروه‌های عملکردی متفاوت تعلق دارد. نتیجه این است که هر کسی جنبه‌هایی از طیف ارزش‌های اجتماعی-فرهنگی را به شیوهٔ خود بیان می‌کند و دیدگاه‌های مجموعه‌ای از دیگران تعمیم‌یافته را در ترکیبی منحصربه‌فرد می‌گیرد.
با افزایش سطح اجتماعی شدن و فردیت، مردم بیشتر و بیشتر، و جنبه‌های بیشتری از خود در دیالکتیک خود و دیگری تعمیم‌یافته وارد بازی می‌شود.

## معادل‌های روانکاوی
به عنوان یک مفهوم، دیگری تعمیم‌یافته تقریباً معادل ایده ابرمن فرویدی است. همچنین با استفاده لاکان از نام پدر مقایسه شده‌است، به عنوان شخص ثالثی که با حضور کنوانسیون اجتماعی، قانون و زبان در تمام تعاملات انسانی ایجاد شده‌است. همچنین شبیه به «ابرمخاطب» میخائیل باختین (ابرمخاطب) است که فرض می‌شود ارتباطات انسانی را دریافت و درک می‌کند.

## مخاطبان خیالی در رسانه‌های اجتماعی
به‌طور خاص به سایت‌های رسانه‌های اجتماعی مدرن مانند فیس بوک و توئیتر، ادن لیت و استر هارگیتای توضیح دهید که مخاطب خیالی به ساختار ذهنی افراد از مخاطبان خود بدون بینش واقعی در مورد مصرف‌کننده محتوای آنلاین آنها اشاره دارد.
این قطع ارتباط بین مخاطب تصوری کاربر و مخاطب واقعی تحت تأثیر هنجارها و زمینه‌های اجتماعی است و می‌تواند نقش زیادی در مدیریت برداشت - اگر کاربر باورمند است که مخاطبانش از افراد خاصی تشکیل شده‌اند، ممکن است فید و تصویر رسانه‌های اجتماعی خود را برای انعکاس این باور تنظیم کنند. به ویژه، ژاکلین ویکری، پژوهشگر دانشگاهی، در مطالعه‌ای دریافت که خبرچینان او تلاش کردند تا خود را از همسالانی که آنها «گتو می‌دانستند جدا کنند». از آنجایی که مخبران او می‌دانستند که ارتباطات دوستان فیس بوک برای همه قابل مشاهده است، آنهایی که نگران معاشرت با افراد خاصی بودند، باید با رد کردن این درخواست‌های دوستی، فاصله آنلاین را حفظ کنند.
پژوهشگر، دانه بوید استدلال می‌کند: مخاطب خیالی … شبیه مفهوم مخاطب سفید که ذاتی سیاست محترمانه است. برای مثال، برای دستیابی به تحرک رو به بالا، فرد باید بتواند خود بورژوایی را با موفقیت انجام دهد. رابطه بین هنجارهای اجتماعی مسلط و قابل قبول و تلاقی هنجارهای طبقاتی، جنسیتی، نژادی یا قومیتی هنگام مدیریت تأثیرات هم برای مخاطب خیالی و هم برای مخاطب نامرئی، تنش ایجاد می‌کند.
همان‌طور که اشتراک‌گذاری در رسانه‌های اجتماعی رایج‌تر می‌شود، مخاطبان تصور شده همچنان نقشی را در نحوه انتخاب مردم برای نشان دادن خود در پلتفرم‌های مختلف بازی می‌کنند. برای مثال، یک مطالعه بر روی مدیریت تأثیر در معاینه آنلاین نشان داد که شرکت کنندگان باید تعارض میانجی بین فشارهای مدیریت برداشت و تمایل آنها برای ارائه یک احساس واقعی از خود را دنبال می‌کردند.
سایر مطالعات مشابه نیز نشان داده‌اند که موارد قابل توجهی از ارائه نادرست در دوستیابی آنلاین وجود دارد: ۸۶ درصد از شرکت‌کنندگان در یک مطالعه احساس کردند که سایر اعضای سایت‌های دوستیابی ظاهر فیزیکی آنها را نادرست معرفی می‌کنند. ارائه اطلاعات نادرست، به‌ویژه در سایت‌هایی که شرکت‌کنندگان به دنبال همراهی و عشق هستند، می‌توان آن را با ایده مخاطبان تصور کرد - از آنجایی که شرکت‌کنندگان این ایده را شکل می‌دهند که واقعاً چه کسی نمایه‌های آن‌ها را مشاهده می‌کند، ممکن است نمایندگی آنلاین خود را جذاب‌تر ارائه دهند.

## برای مطالعهٔ بیشتر
- ۱۹۳۴: جورج هربرت مید (سی دبلیو موریس، ویرایش)، «ذهن، خود، و جامعه از دیدگاه یک رفتارشناس اجتماعی»، انتشارات دانشگاه شیکاگو، شیکاگو.
- ۱۹۵۶: ناتانسون، موریس، «دینامیک اجتماعی جورج هربرت مید»، انتشارات روابط عمومی، واشینگتن، دی سی.
- ۲۰۰۸: جورج ریتزر، «نظریه جامعه‌شناسی» ویرایش هفتم. مک‌گرا-هیل اجوکیشن شرکت‌های عالی، نیویورک.